# Пролеће једног лава
Пролеће једног лава је новела српског сликара и књижевника Мише Михајла Кравцева у издању издавачке куће Дерета, 2016. године.
Аутор је ово дело написао са својих 19 година, и то за 48 сати, 30. и 31. децембра 1981. године, а због разних околности књига је угледала светлост дана доста касније. Велики број критичара упоредио је ову књигу са новелом Мали Принц Антоан де Сент Егзипери.
Тада сам имао невероватну инспирацију и цео роман сам написао у даху. Касније сам проживео много тога, стекао много богатије ускуство и готово све што сам некада радио, знам да бих сада урадио много боље, али ову причу не бих могао да напишем боље него тада, каже аутор.
"Пролеће једног лава" књига је која носи још један, скривени наслов - Мистерија о љубави. Главни јунак лав Горди, који нам приповеда о искушењима свог живота, открива нам тајне оног најтананијег у сваком бићу. Зато се други наслов указује тек по завршетку приче, као одгонетка најснажнијег осећања природе - љубави.
Када сам написао књигу осетио сам, и то веома снажно, да ће књига комуницирати са многим људима, односно, да ће многи схватити њену енергију и поуку. То исто осећам и данас, после толико година. И зато је ово књига за све узрасте, децу и одрасле", каже аутор.

## Галерија
- Миша Михајло Кравцев, потписује књигу на Деретином штанду
- Миша Михајло Кравцев, са читаоцима
- Миша Михајло Кравцев, са супругом Јованом